# Санталі
Санталі — одна з офіційних мов Індії, деяка кількість її носіїв є також в Бангладеш, Непалі та Бутані.
Найбільша за кількістю носіїв — за різними підрахунками від 5,8 до 6,5 мільйонів — мова групи мунда і третя серед австроазійських мов взагалі, після в'єтнамської і кхмерської. Серед мов Індії займає 14-е місце за чисельністю носіїв.
Поширення: штати Біхар, Джаркханд, Орісса і Західна Бенгалія, в штаті Джаркханд має офіційний статус (єдина з мов мунда, що використовується в Індії на офіційному рівні). Після повстання санталів в 1855—1856 рр. багато з них були виселені на чайні плантації в інші регіони Індії, і тепер цією мовою говорять також у групах сантальської діаспори в Ассамі, Трипури, Андаманських і Нікобарських островах.
За даними перепису населення в Індії, мовою санталі говорило 6 469 600 осіб, найбільше в штатах Джаркханд — 2 879 576 осіб, Західний Бенгал — 2 247 113 особи, Орісса — 699 270 осіб, Біхар — 386 248 осіб, Ассам — 242 886 осіб.